# Алєксєєв Владислав В'ячеславович
Владисла́в Вячесла́вович Алєксє́єв (29 квітня 1998, Ніжин, Україна) — український футболіст, нападник.

## Біографія
Владислав народився 29 квітня 1998 року у Ніжині. Почав займатись футболом у харківському училищі фізичної культури та ДЮСШ Ніжин. 2013 року потрапив у академію харківського «Металіста», де провів півтора року, після чого на початку 2015 року перебрався до Києва, де продовжив грати у ДЮФЛ, виступаючи тепер за ДЮФШ «Динамо» ім. Валерія Лобановського.
З літа 2015 року став залучатись до матчів юнацького складу «Динамо» (U-19). За півроку Алєксєєв провів у юнацькому чемпіонаті 10 ігор і забив 1 гол.
На початку 2016 року Алєксєєв був включений в заявку другої динамівської команди, що грала в Першій лізі. В професійних змаганнях дебютував 26 березня 2016 року в домашньому матчі проти «Нафтовика-Укрнафти», який завершився внічию 0:0, а Владислав вийшов на заміну на 89 хвилині замість Іллі Зубкова.
3 серпня 2018 року на орендних засадах перейшов до складу київського «Арсеналу», який щойно отримав право грати у Прем'єр-лізі. У Прем'єр-лізі Алєксєєв дебютував 5 серпня 2018 року в матчі проти «Маріуполя», вийшовши в основному складі, а на 89 хвилині був замінений на Андрія Стрижака. Загалом за сезон Алєксєєв зіграв у 9 матчах чемпіонату, але не врятував команду від вильоту з еліти. Повернувшись до «Динамо», у вересні 2019 року він розірвав угоду з «біло-синіми», яка діяла ще пів року, за обопільною згодою і став вільним агентом.

### Збірна
2014 року провів чотири матчі за юнацьку збірні України до 16 років, забивши один гол у ворота однолітків з Азербайджану.